# Out of the Blue (Album)
Out of the Blue (englisch für: „Aus heiterem Himmel“) ist das siebte Studioalbum der britischen Rockband Electric Light Orchestra. Es ist das erste Doppelalbum und mit über zehn Millionen verkaufter Exemplare zugleich eines der kommerziell erfolgreichsten Werke der Bandgeschichte. In Anlehnung an den Titel wurde auch eine Pressung in bläulich eingefärbtem Vinyl veröffentlicht.

## Hintergrund
Jeff Lynne schrieb die Songs zu diesem Doppelalbum innerhalb von dreieinhalb Wochen im Sommer 1977 in einem Chalet in den Schweizer Alpen. Weitere drei Monate benötigte die Band für die Aufnahmen in den Münchner Musicland Studios. Bereits vor der Veröffentlichung des Albums wurden vier Millionen Alben vorbestellt, so dass das Album sehr schnell mit einer Platin-Schallplatte ausgezeichnet werden konnte. Der Erfolg des Albums überstieg noch den Erfolg des Vorgängeralbums A New World Record. Vier Singleauskoppelungen erreichten die Top Ten der britischen Singlecharts. In Deutschland kamen die Singles nicht über einen 27. Platz für Mr. Blue Sky hinaus.
Das Album wurde 1986 erstmals auf CD veröffentlicht, zunächst als in Anlehnung an die Doppel-LP als Doppel-CD-Set in einer Fat-Box auf Jet Records CDJET 400. Allerdings verkaufte sich die Zwei-CD-Version aufgrund des hohen Preises von damals 69,95 DM nur schleppend. Letztlich hatte jede CD eine Spieldauer von rund 35 Minuten; das Album wurde schließlich auf eine Einzel-CD übertragen (JETCD 400 / EPIC 450885-2).
Zum 30-jährigen Jubiläum des Erscheinens erfolgte 2007 die Veröffentlichung des Albums auf CD in digital überarbeiteter Version mit drei zusätzlichen Bonustracks. In Japan gab es die Reissue-Version auch wieder als Zwei-CD-Set im Mini-LP-Replik-Format inkl. Raumstation-Bastelbogen und wurde mit dem Jet-Logo gelabelt, obwohl das Album dem EPIC/Legacy-Label gehört.
Für das Cover des Albums wurde von John Kosh das bereits auf dem Vorgängeralbum A New World Record dargestellte Raumschiff weiterentwickelt. Das aufgeklappte Doppelalbum zeigt die Kommandobrücke des ELO-Raumschiffes, es wurde später für die Konzerttour zum Album für die Bühne nachgebaut und fand sich auch auf weiteren Covern wieder. Dem Vinyl-Doppelalbum war es als Bausatz aus Pappe beigelegt, ebenso wie ein Beiblatt mit Schwarzweiß-Portraits von Jeff Lynne, Bev Bevan, Richard Tandy, Kelly Groucutt, Mik Kaminski, Hugh McDowell und Melvyn Gale.

## Titelliste
| 1. Turn to Stone (Jeff Lynne) – 3:42 2. It’s Over (Jeff Lynne) – 4:08 3. Sweet Talkin’ Woman (Jeff Lynne) – 3:48 4. Across the Border (Jeff Lynne) – 3:52 1. Night in the City (Jeff Lynne) – 4:02 2. Starlight (Jeff Lynne) – 4:30 3. Jungle (Jeff Lynne) – 3:51 4. Believe Me Now (Jeff Lynne) – 1:21 5. Steppin’ Out (Jeff Lynne) – 4:38 | Die dritte Seite des Albums erhielt den Titel Concerto for a Rainy Day 1. Standin’ in the Rain (Jeff Lynne) – 4:20 2. Big Wheels (Jeff Lynne) – 5:10 3. Summer and Lightning (Jeff Lynne) – 4:13 4. Mr. Blue Sky (Jeff Lynne) – 5:05 1. Sweet Is the Night (Jeff Lynne) – 3:26 2. The Whale (Jeff Lynne) – 5:05 3. Birmingham Blues (Jeff Lynne) – 4:21 4. Wild West Hero (Jeff Lynne) – 4:40 |

### Bonustracks (30th Anniversary Edition)
1. Wild West Hero (Alternate Bridge – Home Demo) – 0:24
2. The Quick and the Daft – 1:49
3. Latitude 88 North – 3:24

## Einzelne Lieder

### Turn to Stone
Turn to Stone eröffnet das Album und es war auch der erste Song, der als Single ausgekoppelt wurde. In Großbritannien kam die Single bis auf den 18. Platz und blieb 12 Wochen in den Charts. Es war allerdings die einzige Singleauskoppelung des Albums, die nicht in Großbritannien in die Top Ten kam. Der Song wurde ebenso wie Mr. Blue Sky und Don’t Bring Me Down (aus dem Album Discovery) in der Episode „Love & Monsters“ der britischen Science-Fiction Serie Doctor Who gesungen.

### Sweet Talkin’ Woman
Sweet Talkin’ Woman war die dritte Singleauskoppelung des Albums und erreichte in Großbritannien den 6. Platz der Singlecharts. Ursprünglich sollte das Lied Dead End Street heißen. Während der Studioaufnahmen wurde der Titel in Sweet Talkin’ Woman geändert, vielleicht um nicht mit dem Hit Dead End Street der Kinks verwechselt zu werden. Dieser war 1966 ein Top-Ten-Erfolg für die britische Band. Das Intro des Songs ist eine Reminiszenz an die Filmmusik zu den Miss-Marple-Filmen der 1960er Jahre.
Der Song wurde 1998 von der christlichen Ska-Punkband Five Iron Frenzy gecovert. Diese Version erschien auf der EP Quantity Is Job 1.

### Concerto for a Rainy Day
Concerto for a Rainy Day ist eine musikalische Suite, die die gesamte dritte Seite des Doppelalbums füllt. Die vier Songs gehen übergangslos ineinander über. Die Suite handelt vom Einfluss des Wetters auf die Stimmung des Menschen.

#### Standin' in the Rain
Standin' in the Rain ist der erste Song der Suite und beginnt mit dem Geräusch von Regen und hellen Keyboardtönen, die dann nach ungefähr 30 Sekunden von einem Donner und einsetzenden Streichern abgelöst werden. Jeff Lynne nahm den Regen außerhalb des Studios in München auf. Mit Standin' in the Rain eröffnete die Band ihre Konzerte zu dem Album Out of the Blue.

#### Big Wheels
Big Wheels nimmt in der Übergangssequenz von Standin' in the Rain bereits das musikalische Thema des abschließenden Songs der Suite Mr. Blue Sky auf. Der Arbeitstitel des Songs war im Studio Bad Salad, ein Wortspiel zu Sad Ballad.

#### Summer and Lightning
Bei Summer and Lightning ist wie auch bei den Songs Standin' in the Rain und Big Wheels weiterhin der Regen das bestimmende Thema. Die Stimmung wird durch den Text jedoch optimistischer als bei den vorgehenden Songs und führen so bereits ein in das Finale zu Mr. Blue Sky.

#### Mr. Blue Sky
Textauszug: „Mr. Blue Sky is living here today“. Der Himmel bricht auf und der blaue Himmel bringt die Suite zu einem optimistischen Ende. Der Song ist gespickt mit Reminiszenzen an die Vorbilder von Jeff Lynne: die Beatles. Die mehrstimmigen Chorusteile erinnern an den mehrstimmigen Gesang der Fab Four. Das orchestrale Ende liegt ganz nah bei dem Finale zu A Day in the Life. Der Song gilt außerdem als Hymne auf die englischen Midlands und wird vor jedem Heimspiel des Fußballclubs Birmingham City gespielt, um die Freundschaft zwischen Jeff Lynne und dem ehemaligen Birminghamprofi Trevor Francis zu ehren. Die Single Mr. Blue Sky erreichte als zweite Auskoppelung aus dem Album den 6. Platz der britischen Singlecharts.

## Kommerzieller Erfolg

### Chartplatzierungen

#### Album
| ChartsChartplatzierungen       | Höchstplatzierung | Wochen |
| ------------------------------ | ----------------- | ------ |
| Deutschland (GfK)              | 6 (20 Wo.)        | 20     |
| Vereinigte Staaten (Billboard) | 4 (58 Wo.)        | 58     |
| Vereinigtes Königreich (OCC)   | 4 (111 Wo.)       | 111    |

| ChartsJahrescharts (1978) | Platzierung |
| ------------------------- | ----------- |
| Deutschland (GfK)         | 17          |

#### Singles
| Jahr | Titel               | Höchstplatzierung, Gesamtwochen, AuszeichnungChartplatzierungen (Jahr, Titel, , Platzierungen, Wochen, Auszeichnungen, Anmerkungen) | Höchstplatzierung, Gesamtwochen, AuszeichnungChartplatzierungen (Jahr, Titel, , Platzierungen, Wochen, Auszeichnungen, Anmerkungen) | Höchstplatzierung, Gesamtwochen, AuszeichnungChartplatzierungen (Jahr, Titel, , Platzierungen, Wochen, Auszeichnungen, Anmerkungen) | Höchstplatzierung, Gesamtwochen, AuszeichnungChartplatzierungen (Jahr, Titel, , Platzierungen, Wochen, Auszeichnungen, Anmerkungen) | Höchstplatzierung, Gesamtwochen, AuszeichnungChartplatzierungen (Jahr, Titel, , Platzierungen, Wochen, Auszeichnungen, Anmerkungen) | Anmerkungen |
| Jahr | Titel               | DE | AT | CH | UK | US | Anmerkungen |
| ---- | ------------------- | --- | --- | --- | --- | --- | ----------- |
| 1977 | Turn to Stone       | DE32 (9 Wo.)DE | — | — | UK18 (12 Wo.)UK | US13 (15 Wo.)US |             |
| 1978 | Mr. Blue Sky        | DE27 (10 Wo.)DE | — | — | UK6 (11 Wo.)UK | US35 (12 Wo.)US |             |
| 1978 | Wild West Hero      | — | — | — | UK6 (14 Wo.)UK | — |             |
| 1978 | Sweet Talkin’ Woman | — | — | — | UK6 (9 Wo.)UK | US17 (16 Wo.)US |             |
| 1978 | It’s Over           | — | — | — | — | US75 (4 Wo.)US |             |

### Auszeichnungen für Musikverkäufe
Das Album erhielt nachweislich zwei Goldene Schallplatten sowie drei Platin-Schallplatten, womit es für über 1,7 Millionen verkaufter Einheiten ausgezeichnet wurde. Quellenangaben zufolge verkaufte sich Out of the Blue weltweit über zehn Millionen Mal.

| Land/Region                  | Auszeichnungen für Musikverkäufe (Land/Region, Auszeichnung, Verkäufe) | Verkäufe  |
| ---------------------------- | ---------------------------------------------------------------------- | --------- |
| Deutschland (BVMI)           | Gold                                                                   | 250.000   |
| Kanada (MC)                  | Platin                                                                 | 100.000   |
| Niederlande (NVPI)           | Gold                                                                   | 50.000    |
| Vereinigte Staaten (RIAA)    | Platin                                                                 | 1.000.000 |
| Vereinigtes Königreich (BPI) | Platin                                                                 | 300.000   |
| Insgesamt                    | 2× Gold · 3× Platin ·                                                  | 1.700.000 |